# 로이 풀러

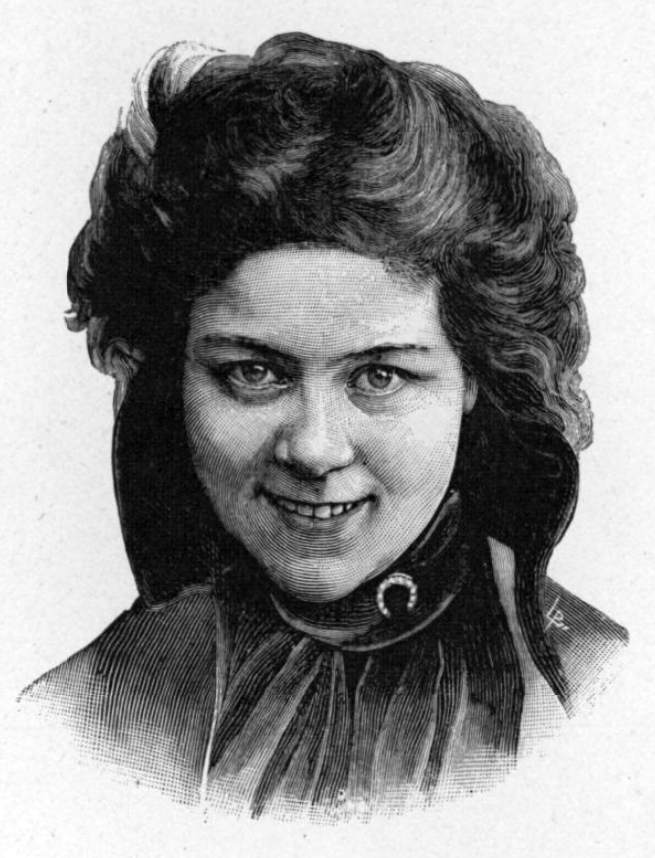
1900년의 풀러

로이 풀러(출생명은 마리 루이즈 풀러(영어: Marie Louise Fuller), 영어: Loie Fuller, 1862년 1월 15일 ~ 1928년 1월 1일)는 현대 무용과 연극 조명 기법의 선구자였던 미국의 배우이자 무용가이다. 전기조명을 이용한 색채무용을 펼쳤고 최초로 종래의 무용음악이 아닌 베토벤, 멘델스존 등의 클래식 음악에 따라 춤을 추었다.